# Jean-Pierre Ferrier
Pour les articles homonymes, voir Ferrier (homonymie).
Jean-Pierre Ferrier, né le 17 décembre 1940 à Marseille et mort le 25 août 2023 à Vandœuvre-lès-Nancy,, est un mathématicien français.

## Biographie
Jean-Pierre Ferrier est un ancien élève de l'École normale supérieure (promotion 1959,), docteur en mathématiques (1968), et professeur émérite à l'université de Lorraine et spécialiste des séries de Fourier.
Il est le père du militant identitaire Thomas Ferrier.

## Distinctions
Jean-Pierre Ferrier est chargé du cours Peccot de 1970-1971 (Application à l’analyse complexe du calcul symbolique de Waelbroeck),. Il est également membre de la Société mathématique de France.

## Travaux et publications
Jean-Pierre Ferrier a travaillé en analyse fonctionnelle , séries de Fourier fonctions de variable complexe, principalement dans les années 1965-1980,. Il est auteur ou coauteur de plusieurs livres d'enseignement, cours et exercices, en analyse notamment.
- « La dualité dans les EVT de Bourbaki : entre exposition et création », 2011[12]
- Mathématiques et programmation, module MP2, mathématiques et petits logiciels. II. : cours / de J.-P. Ferrier, 1988.
- Ensembles spectraux et approximation polynomiale pondérée, Société mathématique de France, 1968.
- Séminaire sur les algèbres complètes, Springer, 1970.
- avec Pierre Raboin :
  - Topologie et calcul différentiel, Ellipses, 2000
  - Calcul intégral, Ellipses, 1997
  - Dictionnaire d'exercices d'analyse, Ellipses, 1997.
- Lexique[13]

Jean-Pierre Ferrier a publié plusieurs brochures et ouvrages à l'IREM de Lorraine, dont Enseigner l'essentiel en mathématiques (2004) et De la transposition didactique.